# مدرسة هونغ كونغ الدولية
مدرسة هونغ كونغ الدولية هي مدرسة دولية خاصة تقع في هونغ كونغ، الصين.

## الروابط الخارجية
1. ↑  Hong Kong International School: Technology @ HKIS [وصلة مكسورة] نسخة محفوظة 27 يناير 2017 على موقع واي باك مشين.

- Hong Kong International School
- Hong Kong International School DragonNet